# Xã German, Quận Kossuth, Iowa
Xã German (tiếng Anh: German Township) là một xã thuộc quận Kossuth, tiểu bang Iowa, Hoa Kỳ. Năm 2010, dân số của xã này là 188 người.